# عزوز کارا
عزوز کارا (انگلیسی: Azzouz Kara؛ زادهٔ ۵ ژوئیهٔ ۱۹۷۶) بازیکن فوتبال اهل فرانسه است.